# 夺廊错果
夺廊错果（藏語：རྡོ་རངས་མཚོ་སྒོ，威利转写：rdo rangs mtsho sgo，也称夺让错果，意为“夺让”湖头）是一个位于中国西藏自治区那曲地区的湖泊，面积约为3.7平方千米，属于青藏高原。它的一级流域为内流区诸河，二级流域为西藏内流区。